# Targhe d'immatricolazione dell'Iran

La fascia blu presente nelle targhe iraniane

Dal 2005, le targhe d'immatricolazione dell'Iran sono analoghe a molte targhe europee, quindi con caratteri neri su sfondo bianco; a sinistra è presente la fascia blu con la bandiera nazionale e la scritta I.R. IRAN (Islamic Republic of Iran, Repubblica Islamica dell'Iran). Sono presenti cinque numeri indiani (scritti in persiano) separati da varie lettere dell'alfabeto arabo, a seconda del tipo di auto; nel quadrato a destra è presente il codice d'immatricolazione (in questo caso 11, Teheran).
Molte delle lettere sono state fissate a tutte le auto emesse a livello regionale; questo significa che nel Khuzestan, il codice 24 non sarà utilizzato fin quando il codice 14 non sarà completato.

## Auto private
La targa è bianca con caratteri neri. Questa targa è composta da cinque numeri, separati da una lettera arabica, che identifica la provincia di provenienza.

## Auto private appartenenti a disabili
Simile alle auto private, ma i numeri sono separati dal simbolo della sedia a rotelle.

## Motociclette
La targa è bianca con caratteri neri. Nella parte superiore è presente la fascia blu e tre numeri; nella parte inferiore sono presenti cinque numeri.

## Taxi
La targa è gialla con caratteri neri. Per distinguerla ulteriormente dalle auto private, è stato immesso ت, che sta per تاکسی (taxi in persiano), con la scritta TAXI sopra la lettera.

## Auto pubbliche
La targa è gialla con caratteri neri. Per distinguerla dai taxi, è presente ع, che sta per عمومی (pubblico in persiano).

## Auto agricole
La targa è gialla con caratteri neri. Per distinguerla dalle altre, è presente ک, che sta per کشاورزی (agricolo in persiano).

## Auto del Governo
La targa è rossa con caratteri bianchi. Per distinguerla dalle altre auto, è presente الف, che sta per la pronuncia della prima lettera dell'alfabeto persiano.

## Auto protocollo
La targa è rossa con caratteri bianchi. Per distinguerla dalle altre auto, è presente تشریفات (protocollo in persiano), con sotto la traduzione inglese. Il resto è un numero a quattro cifre.

## Polizia
La targa è verde scuro con caratteri bianchi. Per distinguerla dalle altre auto, è presente پ, che sta per پلیس (polizia in persiano).

## Auto classiche
La targa è marrone con caratteri bianchi ed è presente تاریخی (storico in persiano), con sotto cinque numeri. Nella fascetta è presente un'immagine del Bagh-e Melli, a Teheran.

## Altre

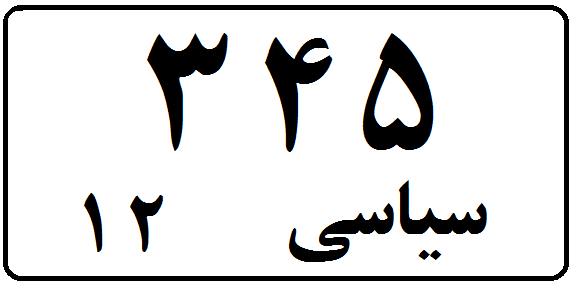
Targa usata dai Corpi Diplomatici e Consolati
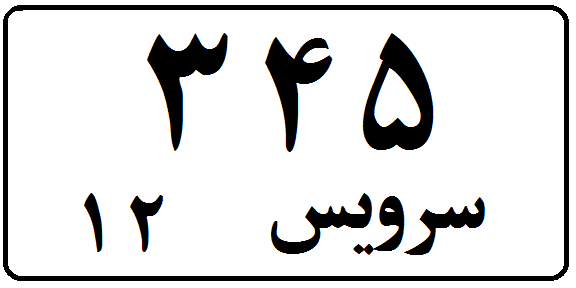
Servizi (es. UNHCR)
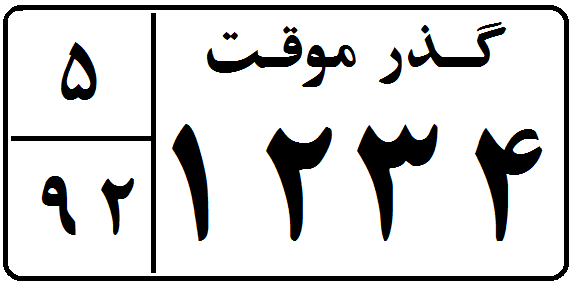
Passaggio temporaneo

## Codici
Negli esempi sopra, il codice nel quadrato a destra rappresenta la regione di provenienza. Il codice varia a seconda della regione d'immatricolazione.
| Provincia                | Codice                                                            | Provincia                | Codice   |
| ------------------------ | ----------------------------------------------------------------- | ------------------------ | -------- |
| Teheran Alborz           | 11-22-33-38-44-55 66-77-88-99 10-20-30-40-50 60-70-80-90 21-68-78 | Ardabil                  | 91       |
| Razavi Khorasan          | 12-32-36-42-74                                                    | Sistan e Baluchistan     | 85-95    |
| Esfahan                  | 13-23-43-53-67                                                    | Yazd                     | 54-64    |
| Fars                     | 63-73-83-93                                                       | Semnan                   | 86-96    |
| Mazandaran               | 62-72-82-92                                                       | Kerman                   | 45-65-75 |
| Khūzestān                | 14-24-34                                                          | Kohgiluyeh e Buyer Ahmad | 49       |
| Azerbaigian Occidentale  | 17-27-37                                                          | Azerbaigian Orientale    | 15-25-35 |
| Gilan                    | 46-56-76                                                          | Qom                      | 16       |
| Kermanshah               | 19-29                                                             | Kurdistan                | 51-61    |
| Lorestan                 | 31-41                                                             | Ilam                     | 98       |
| Khorasan Settentrionale  | 26-32-42                                                          | Khorasan Meridionale     | 32-42-52 |
| Bushehr                  | 48-58                                                             | Golestan                 | 59-69    |
| Chahar Mahal e Bakhtiari | 71-81                                                             | Hormozgan                | 84-94    |
| Qazvin                   | 79-89                                                             | Markazi                  | 47-57    |
| Zanjan                   | 87-97                                                             | Hamadan                  | 18-28    |

## Lettere
Le lettere usate sono elencate di seguito in ordine alfabetico:
- ب
- ج
- د
- س
- ص
- ط
- ق
- ل
- م
- ن
- و
- ه
- ی

## Zone di libero scambio
La targa è bianca con caratteri neri; nella fascia è presente il logo relativo alla zona. Ci sono cinque numeri scritti in persiano, sotto è presente la loro trascrizione.

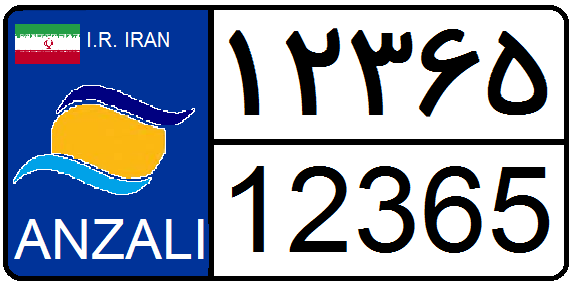
Anzali
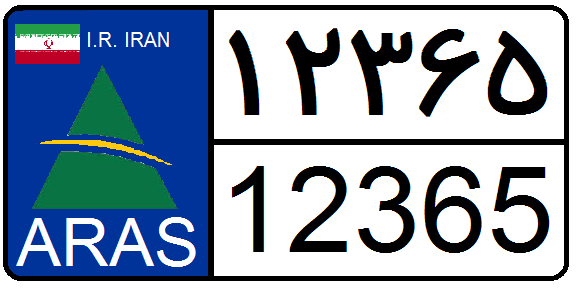
Aras
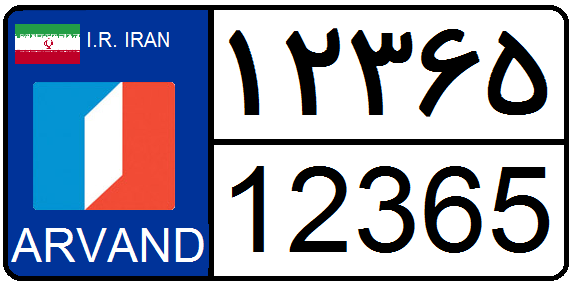
Arvand
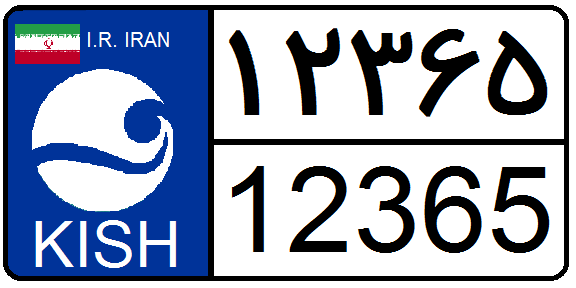
Kish